# Piero Calamandrei
Piero Calamandrei (Florència, 21 d'abril del 1889 – Florència, 27 de setembre de 1956), italià, va ser periodista, jurista processalista, polític i docent universitari.

## Biografia
Es va llicenciar en Dret a la Universitat de Pisa l'any 1912. Fou professor de dret processal civil des del 1915 a la Universitat de Messina. El 1918 va passar a la Universitat de Mòdena, i el 1920 a la de Siena. Finalment, el 1924 es va incorporar a la Facultat de Dret de Florència, on va ocupar la càtedra de dret processal civil fins que va morir el 1956. A banda d'acadèmic, va ser oficial voluntari a la Primera Guerra Mundial. Hi va combatre al 218é regiment d'infanteria. Des del lloc de capità, va anar obtenint promocions fins al de tinent coronel. Va marxar de l'exèrcit per continuar la vida acadèmica.

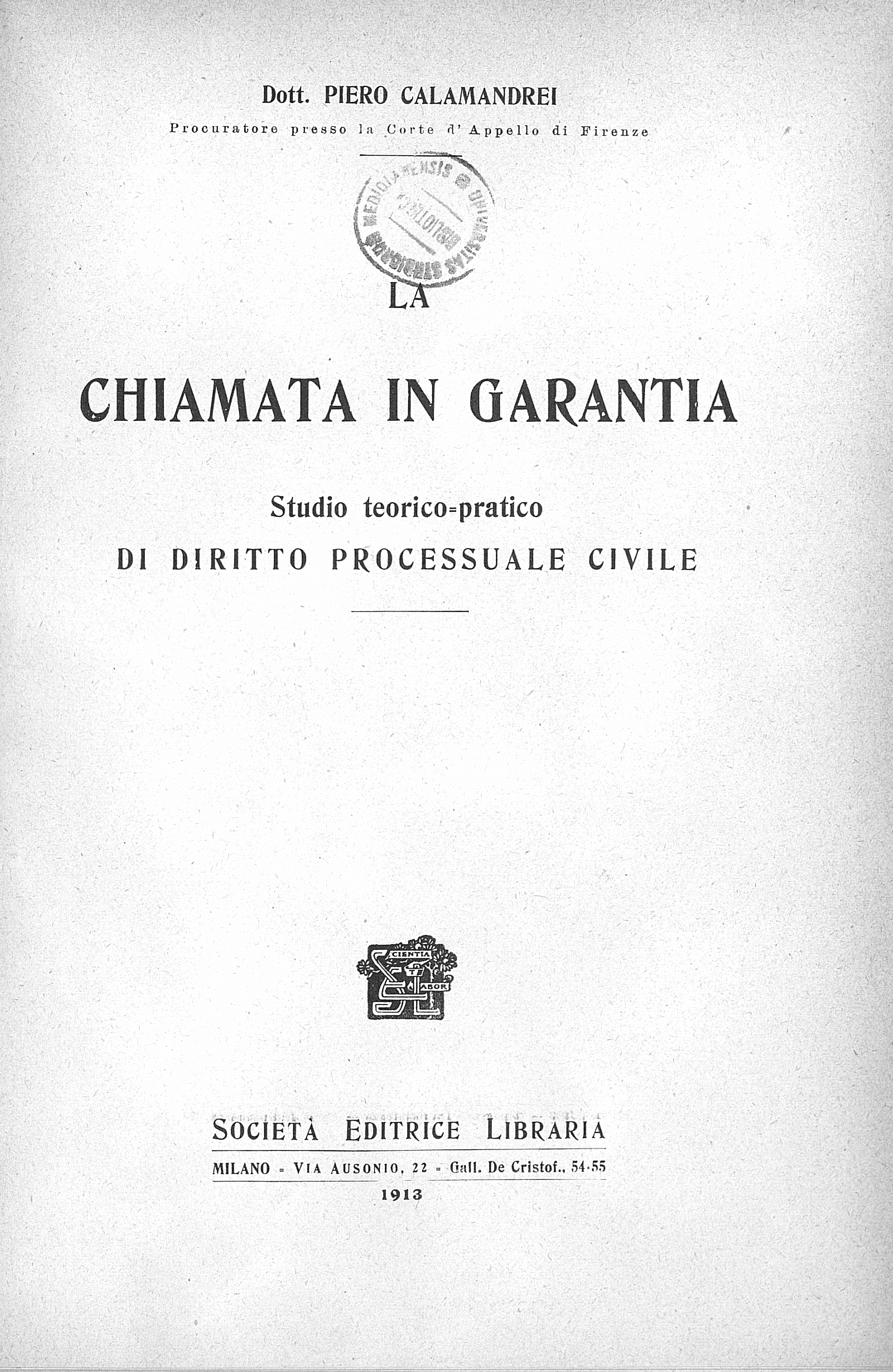
Chiamata in garantia, 1913